# Cecilia Hansson

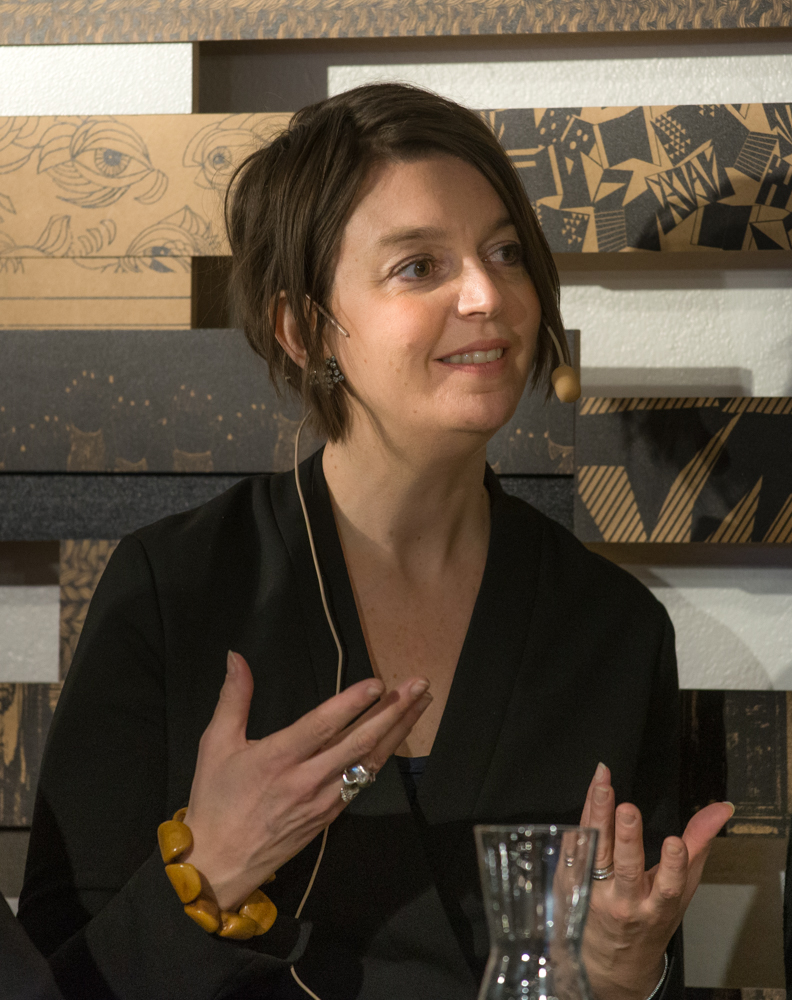
Cecilia Hansson (2018)

Cecilia Hansson (* 11. September 1973 in Luleå) ist eine schwedische Dichterin.

## Leben
Cecilia Hansson lebt als Schriftstellerin, Übersetzerin und freie Autorin in Stockholm. Sie ist studierte Germanistin und seit 2022 Vorstandsmitglied des Schwedischen PEN-Clubs. Von 2013 bis 2018 war sie Vorstandsmitglied des Schwedischen Schriftstellerverbands. Sie schreibt regelmäßig für die Tageszeitung Svenska Dagbladet über Mittel- und Osteuropa.
2002 debütierte sie mit der lyrischen Erzählung Revbensdagar, morgnar als Lyrikerin. Ihre vierte Gedichtsammlung, Loveprosjekt, entstand in Zusammenarbeit mit der norwegischen Schriftstellerin Inger Bråtveit.
2017 kam ihr Interviewbuch Hopplöst, men inte allvarligt – konst och politik i Centraleuropa (Hoffnungslos, aber nicht ernst – Kunst und Politik in Mitteleuropa) heraus. 2019 erschien ihr Roman Au pair. 2024 wurde der Roman "Kafkalungan" (,,Die Kafkalunge") veröffentlicht.

## Bibliografie
- Revbensdagar, morgnar (Verlag: Modernista, 2002) ISBN 9789188748294
- Tänj min hud. En förvandling (Verlag: Modernista, 2005) ISBN 978-91-88748-89-8
- Spegelsken (Verlag: Bokförlaget Atlas, 2008) ISBN 978-91-7389-324-4
- Loveprosjekt mit Inger Bråtveit (Verlag: Oktober forlag, 2009) ISBN 9788249506637
- Hopplöst, men inte allvarligt. Konst och politik i Centraleuropa (Verlag: Natur & Kultur, 2017) ISBN 9789127143685
- Au pair (Verlag: Natur & Kultur, 2019) ISBN 9789127159372
- Snö och potatis (Verlag: Natur & Kultur, 2021) ISBN 9789127170292
- Kafkalungan (Verlag: Wahlström & Widstrand, 2024) ISBN 978-9-146-24156-0)

## Übersetzungen
- Nora Gomringer: Men säg nåt om natten då, Gedichte. Aus dem Deutschen. 10tal Verlag 2011, ISBN 9789197811330.
- Monika Rinck: till omfamningens frånvaro, Gedichte. Aus dem Deutschen von Cecilia Hansson und Anna Lindberg. Rámus, 2012, ISBN 9789186703165.
- Maria Seisenbacher: Sitta lugnt med ordentliga skor. Ellerströms. Aus dem Deutschen von Cecilia Hansson und Daniel Gustafsson. ISBN 9789172475441